# Falciano
Falciano es una curazia situada en el castello (municipio) de Serravalle (San Marino).